# Constantin Cantacuzino
Constantin Cantacuzino (Bucarest, 11 novembre 1905 – Madrid, 26 maggio 1958) è stato un nobile, aviatore e hockeista su ghiaccio rumeno, asso dell'aviazione della Forțele Aeriene Regale ale României.

## Biografia
Principe rumeno dell'allora Regno di Romania. Membro della storica famiglia Cantacuzinii, figlio del principe, e ministro della giustizia, Mihail G. "Mişu" Cantacuzino e di Maria Tescanu Rosetti e fratello di Alice.
Fu tennista e giocatore di hockey su ghiaccio, e in quest'ultimo sport capitano della Nazionale rumena ai campionati mondiali del 1931 e 1933.

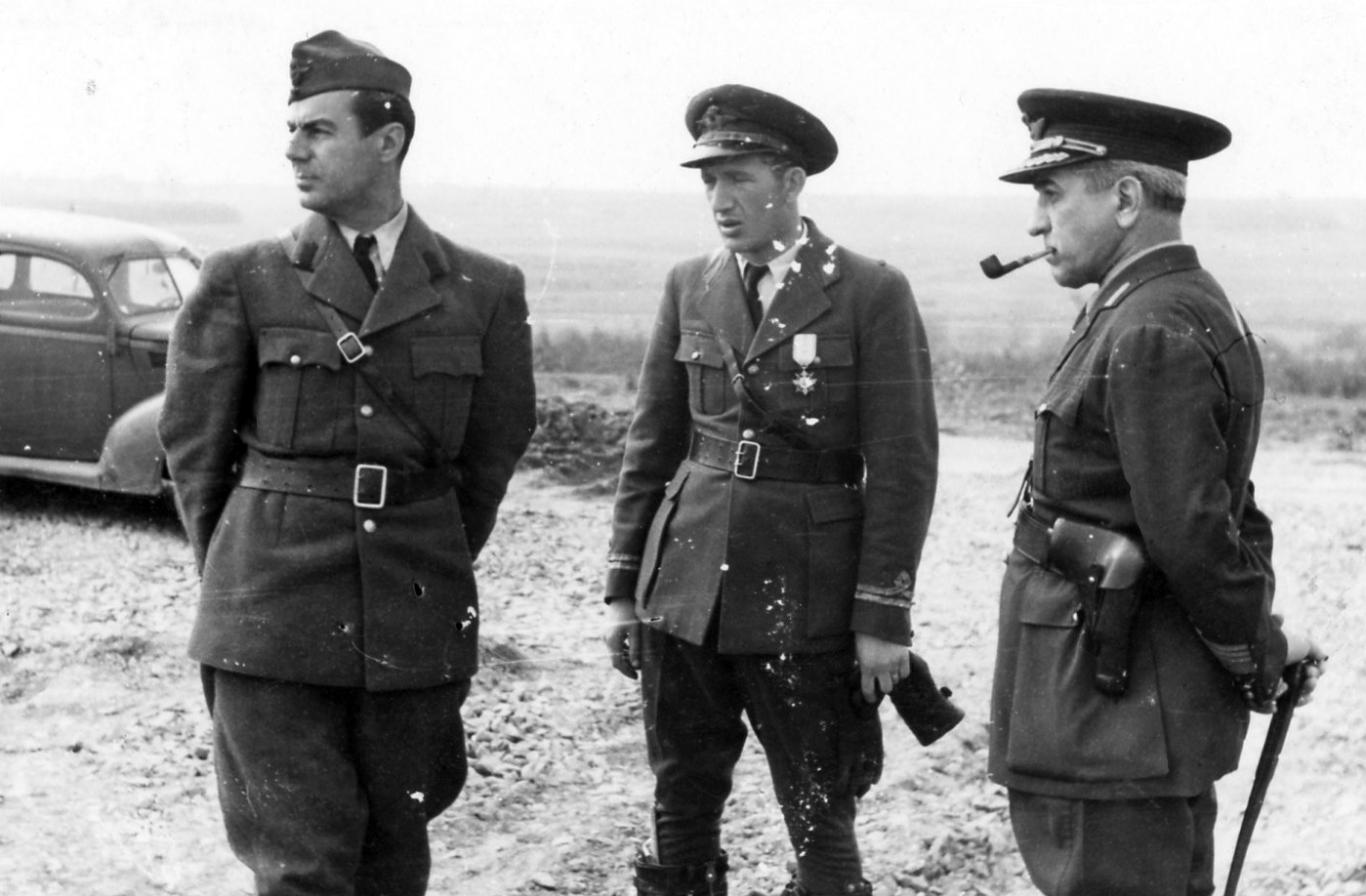
Cantacuzino, primo da sinistra, nell'aprile 1945

Nel 1939 vinse la gara nazionale di acrobazia aerea con il suo Bü 133 Jungmeister e, scoppiata la seconda guerra mondiale, nel 1941 fu nominato capo pilota nella compagnia nazionale rumena di trasporto aereo LARES.  Riuscì a farsi trasferire in prima linea come pilota da caccia nel 53º Squadrone Caccia dell'aeronautica militare rumena.
Come ufficiale pilota ebbe 40 abbattimenti di aerei accreditati contro l'aviazione sovietica (e 11 non confermati) e 4 tedeschi (dopo che nell'agosto 1944 la Romania lasciò l'Asse). Il più altro numero dell'aviazione rumena.
Finita la guerra tornò alla compagnia aerea Lares. Lasciato dalla prima moglie, fu sposato con l'attrice Nadia Gray dal 1946 fino alla sua morte.
Dopo il Colpo di Stato comunista in Romania del dicembre 1947 lasciò il paese per l'Italia e poi andò in esilio in Spagna, dove la comunità rumena lo aiutò ad acquistare un aereo con cui partecipava a competizioni acrobatiche.
Morì il 26 maggio 1958, a Madrid, in circostanze avventurose durante un periglioso viaggio aereo (uno dei motori del velivolo pilotato da Cantacuzino prese fuoco, costringendolo ad un atterraggio di emergenza).
Da una sua relazione con Anca Diamandi, nel 1936 ebbe una figlia, Maria-Ioana, scrittrice nota con lo pseudonimo Oana Orlea, morta in Francia nel 2014 dopo l'esilio dalla Romania nel 1980.